# Carepa
Carepa là một khu tự quản thuộc tỉnh Antioquia, Colombia. Thủ phủ của khu tự quản Carepa đóng tại Carepa Khu tự quản Carepa có diện tích 380 ki lô mét vuông. Đến thời điểm ngày 28 tháng 5 năm 2005, khu tự quản Carepa có dân số 26951 người.